# Supercopa d'Europa de futbol 1999
La Supercopa d'Europa 1999 va ser un partit de futbol que es va disputar el 27 d'agost del 1999 entre els guanyadors de la Lliga de Campions de la UEFA 1998-99, el Manchester United FC, i els guanyadors de la Recopa d'Europa 1998-99, la Lazio.
La Lazio va guanyar el partit 1–0, contra pronòstic, el gol guanyador el va fer el davanter xilè Marcelo Sala en el minut 35. El partit es va jugar en una seu neutre, l'Estadi Lluís II de Mònaco, davant de 14,461 aficionats.
Aquesta va ser l'última Supercopa d'Europa disputada pels guanyadors de la Recopa d'Europa, ja que el torneig es va donar per finalitzat després de la temporada 1998–99. A partir del 2000, ha estat disputat pels guanyadors de la Lliga de Campions de la UEFA i els guanyadors de la Copa de la UEFA / Lliga Europa de la UEFA.

## Seu
L'Estadi Louis II de Mònaco havia estat la seu de la Supercopa d'Europa cada any des de 1998. Construït el 1985, l'estadi és també la seu de l'AS Monaco, que juga la lliga francesa de futbol.

## Equips
| Equip                | Classificació                                        | Participació anterior (negreta indica guanyadors) |
| -------------------- | ---------------------------------------------------- | ------------------------------------------------- |
| Manchester United FC | guanyadors de Lliga dels Campions de la UEFA 1998–99 | 1991                                              |
| Lazio                | guanyadors de la Recopa d'Europa 1998–99             | Cap                                               |

## Partit

### Detalls
| Manchester United FC | 0–1    | SS Lazio  |
| -------------------- | ------ | --------- |
|                      | Report | Salas 35' |

| Manchester United | Lazio |

| PO                | 17 | Raimond van der Gouw |     |
| DEF               | 2  | Gary Neville         |     |
| DEF               | 6  | Jaap Stam            | 57' |
| DEF               | 21 | Henning Berg         |     |
| DEF               | 12 | Phil Neville         |     |
| MC                | 7  | David Beckham        | 58' |
| MC                | 16 | Roy Keane (c)        |     |
| MC                | 18 | Paul Scholes         |     |
| DV                | 9  | Andy Cole            | 78' |
| DV                | 10 | Teddy Sheringham     |     |
| DV                | 20 | Ole Gunnar Solskjær  |     |
| Substituts:       |    |                      |     |
| PO                | 31 | Nick Culkin          |     |
| DEF               | 13 | John Curtis          | 57' |
| MC                | 11 | Ryan Giggs           |     |
| MC                | 33 | Mark Wilson          |     |
| MC                | 34 | Jonathan Greening    | 78' |
| DV                | 14 | Jordi Cruyff         | 58' |
| DV                | 19 | Dwight Yorke         |     |
| Entrenador:       |    |                      |     |
| Sir Alex Ferguson |    |                      |     |

| PO                  | 1  | Luca Marchegiani     |     |
| DEF                 | 2  | Paolo Negro          |     |
| DEF                 | 13 | Alessandro Nesta (c) |     |
| DEF                 | 11 | SinišUn Mihajlović   |     |
| DEF                 | 15 | Giuseppe Pancaro     |     |
| MC                  | 20 | Dejan Stanković      |     |
| MC                  | 23 | Juan Sebastián Verón |     |
| MC                  | 25 | Matías Almeyda       |     |
| MC                  | 18 | Pavel Nedvěd         | 66' |
| DV                  | 10 | Roberto Mancini      | 84' |
| DV                  | 21 | Simone Inzaghi       | 23' |
| Substituts:         |    |                      |     |
| PO                  | 22 | Marco Ballotta       |     |
| DEF                 | 5  | Giuseppe Favalli     |     |
| MC                  | 7  | Sérgio Conceição     |     |
| MC                  | 14 | Diego Simeone        | 84' |
| MC                  | 16 | Attilio Lombardo     | 66' |
| DV                  | 9  | Marcelo Sala         | 23' |
| DV                  | 19 | Kennet Andersson     |     |
| entrenador:         |    |                      |     |
| Sven-Göran Eriksson |    |                      |     |

| Home del Partit: Juan Sebastián Verón (Lazio) Àrbitres d'ajudant: Jacek Pocięgiel (Polònia) Eugeniusz Koczar (Polònia) Quart oficial: Tomasz Mikulski (Polònia) | Regles de partit - 90 minuts. - 30 minuts de temps extra amb gol d'or si cal. - Llançaments de penals si el marcador encara està igualat. - Set jugadors a la banqueta. - Màxim de tres substitucions. |

| Supercopa d'Europa 1999 |
| ----------------------- |
| Itàlia                  |
| SS Lazio Primer títol   |